# Itapebi
Itapebi est une municipalité de l'État de Bahia au Brésil.
Sa population était estimée à 12 003 habitants en 2009 et elle s'étend sur 972,036 km2.
Elle appartient à la Microrégion d'Ilhéus-Itabuna dans la Mésorégion du Sud de Bahia.